# Jules Haize
Jules Haize, né le 27 mai 1873 au Havre et mort le 7 juillet 1933 à Honfleur, est un écrivain français.

## Biographie

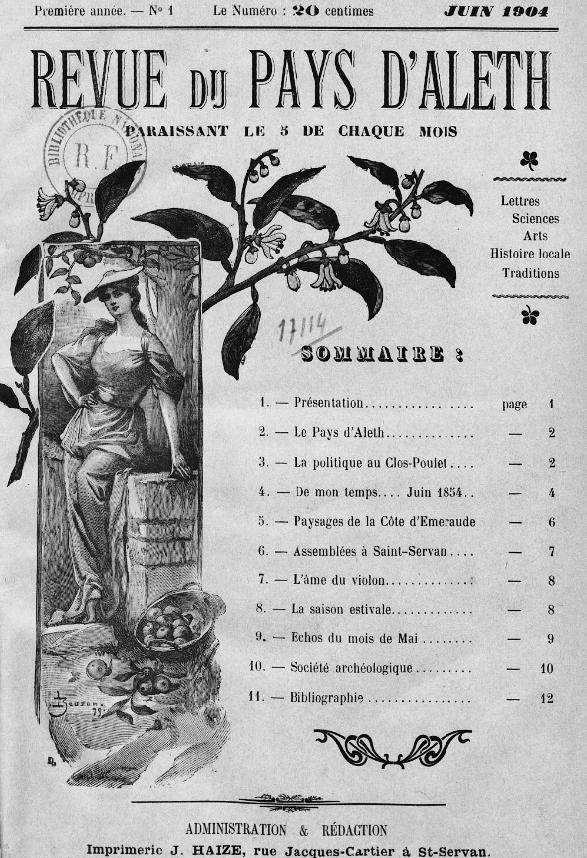
Première page du numéro de juin 1904 de la revue mensuelle Revue du Pays d'Aleth publié par Jules Haize.

Né au Havre en 1876, il perd à l’âge de sept ans son père, qui était imprimeur à Saint-Servan et dont il reprend plus tard l’entreprise. Il devient adjoint, puis maire de Saint-Servan (1923-1929).
Il est, avec l'avocat Eugène Herpin, l’un des fondateurs de la Société d'histoire et d'archéologie de l'arrondissement de Saint-Malo, dont il est élu président à deux reprises, de 1914 à 1917, puis de 1926 à 1927.
Il écrit plusieurs ouvrages d'histoire locale, consacrés principalement à la période de la, Révolution française et organisé des expositions d'archives. Il se lance aussi dans la presse écrite, publiant La Revue du pays d'Aleth, une revue mensuelle consacrée aux arts et lettres, à l'histoire locale et aux sciences.
En 1919 il est élu conseiller municipal de Saint-Servan et devient maire de cette commune entre 1923 et 1929 ; il est aussi conseiller d'arrondissement entre 1925 et . .
Il s’établit ensuite comme directeur de l'Écho honfleurais à Honfleur, et devient président du syndicat de la presse du Calvados. Il meurt le 7 juillet 1933 en Normandie. Il repose au cimetière du Rosais à Saint-Servan.
Son nom a été donné à une rue de Saint-Malo.

## Œuvre
- Étude sur Aleth et la Rance et Saint-Servan jusqu'à la Révolution, 1900. Réédité à Rennes, Éditions Rue-des-Scribes, 1994, 286 p.
- Dans la conjuration bretonne : Georges-Julien Vincent, 1906, In-8°.
- Une commune bretonne sous la Révolution. Histoire de Saint-Servan de 1789 à 1800, 1907, In-8. Réédité sous le titre Saint-Servan sous la Révolution, Rennes, Éditions Rue-des-Scribes, 1989, 282 p.
- Un lieutenant du marquis de la Rouërie dans la conjuration bretonne : Georges-Julien Vincent, 1907, 37 p.
- Histoire du collège de Saint-Servan, Saint-Servan, Éditions Jules Haize, 1909, 222 p.
- « L'Histoire et les historiens du Clos-Poulet », Bulletin du 53° congrès de Saint-Servan. Conférences et mémoires, 1913, tome XXXII
- Le Légendaire de la Rance, Saint-Servan, Éditions Jules Haize, 1914. Réédité à Rennes, Éditions Rue-des-Scribes, In-8, 1991, 233 p.
- Le Retour du duc Jean IV en Bretagne en 1379, Saint-Servan, Éditions Jules Haize, 1917, 36 p.
- Le Papegault. Jeu militaire pratiqué en la Ville de Saint-Malo
- Réception de M. Barthélemy Pocquet du Haut-Jussé